# Stéphane Peterhansel

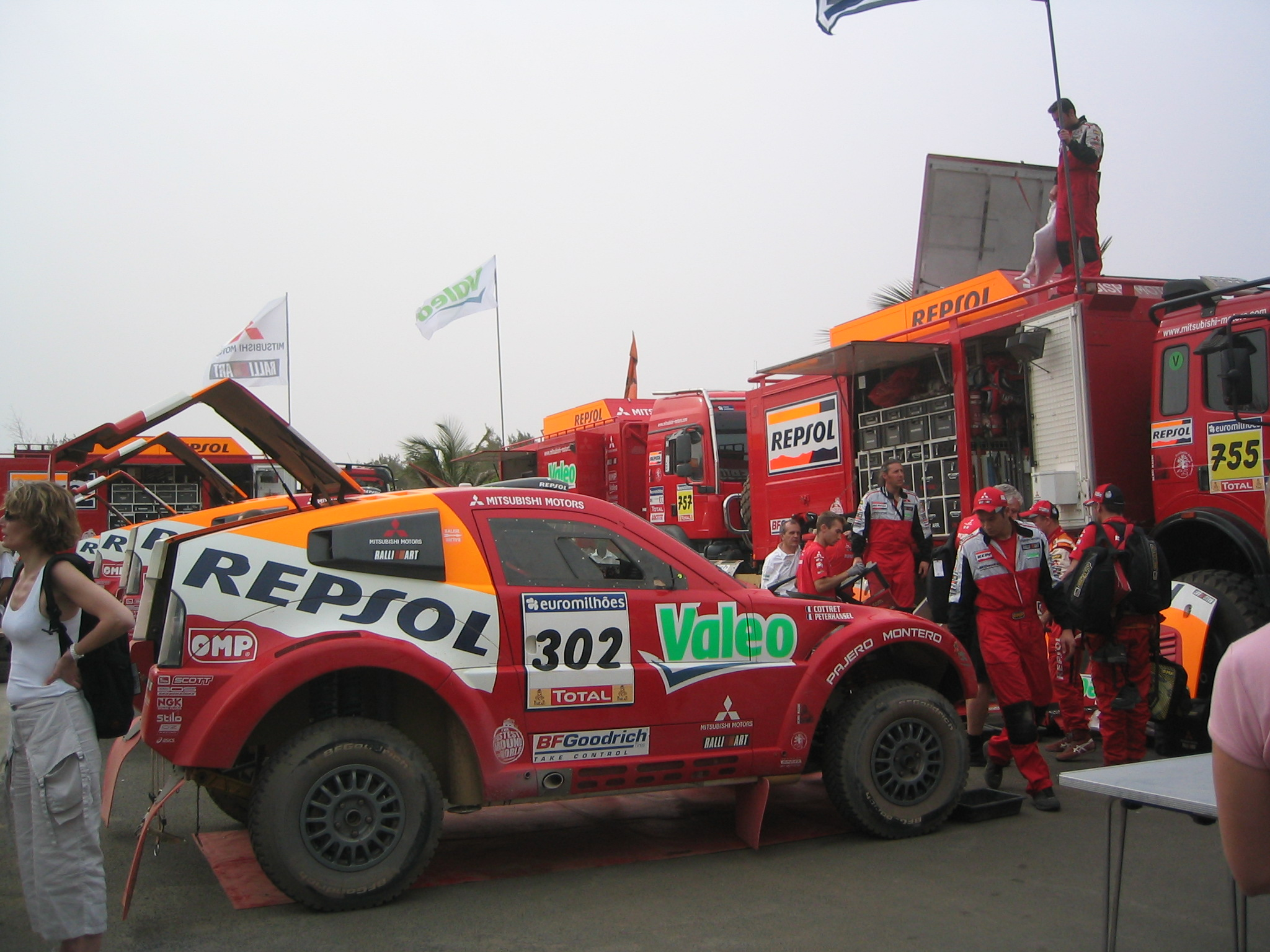
Mitsubishi, którym wygrał Rajd Dakaru w 2007 roku

Stéphane Peterhansel (ur. 6 sierpnia 1965 w Échenoz-la-Méline) – francuski motocyklista i kierowca rajdowy specjalizujący się w rajdach terenowych. Czternastokrotny zwycięzca Rajdu Dakar. Sześć razy triumfował w kategorii motocykli i osiem w kategorii samochodów.
W młodości startował w zawodach na deskorolce. W 1977 roku został nawet mistrzem Francji w tej dyscyplinie. W roku 1978, dzięki finansowemu wsparciu ojca, rozpoczął starty na motocyklu, jednak często zdarzały mu się dyskwalifikacje z powodu zbyt niskiego wieku. W 1981 roku podpisał swój pierwszy profesjonalny kontrakt z firmą produkującą motocykle Husqvarna.
W 1987 roku trafił do zespołu Yamahy, w którym zadebiutował w swoim pierwszym Rajdzie Dakaru w 1988 roku (zajął w nim 18. miejsce). W 1991 roku po raz pierwszy wygrał ten rajd, a kolejne zwycięstwa odnosił w latach 1992, 1993, 1995, 1997 i 1998, wszystkie na motocyklach Yamahy.
W 1999 roku zadebiutował w kategorii samochodów w Rajdzie Dakaru. Jechał Nissanem i w swoim pierwszym starcie zajął 7. miejsce. Rok później był drugi jadąc prototypowym Mega (przez sporą część rajdu był na prowadzeniu). W 2001 roku ponownie jechał Nissanem i zajął 12. miejsce, ale wygrał w kategorii T1 (samochodów z mniejszymi modyfikacjami). W 2003 roku przeszedł do fabrycznego zespołu Mitsubishi i rozpoczął kolejne pasmo sukcesów. Najpierw zajął trzecie miejsce, a następnie w latach 2004, 2005 i 2007 wygrał Rajd Dakaru.
W 2009 roku, po nieudanym Rajdzie Dakaru, ekipa Mitsubishi wycofała się ze startów w rajdach terenowych. W tej sytuacji Peterhansel znalazł zatrudnienie w półfabrycznym zespole BMW – X-raid. W roku 2011 pojechał w Dakarze na BMW X3 Cross Country zajmując czwartą pozycję. W kolejnym roku jadąc Mini All4 Racing zbudowanym na bazie Mini Countryman ponownie zwyciężył Rajd Dakaru. Podobnie było w roku 2013.

## Starty w Rajdzie Dakar
| Rok  | Kategoria | Pojazd                   | Wynik | Uwagi                                    |
| ---- | --------- | ------------------------ | ----- | ---------------------------------------- |
| 1988 | motocykle | Yamaha                   | 18    | wygrał 1 etap                            |
| 1989 | motocykle | Yamaha                   | 4     | wygrał 6 etapów                          |
| 1990 | motocykle | Yamaha                   | DK    | wygrał 1 etap                            |
| 1991 | motocykle | Yamaha YZE750T           | 1     | wygrał 1 etap                            |
| 1992 | motocykle | Yamaha YZE750T           | 1     | wygrał 4 etapy                           |
| 1993 | motocykle | Yamaha YZE750T           | 1     | wygrał 3 etapy                           |
| 1995 | motocykle | Yamaha YZE850T           | 1     | wygrał 4 etapy                           |
| 1996 | motocykle | Yamaha                   | NU    | wygrał 3 etapy, wycofał się na 7. etapie |
| 1997 | motocykle | Yamaha YZE850T           | 1     | wygrał 7 etapów                          |
| 1998 | motocykle | Yamaha YZE850T           | 1     | wygrał 3 etapy                           |
| 1999 | samochody | Nissan                   | 7     |                                          |
| 2000 | samochody | Méga Desert              | 2     | wygrał 2 etapy                           |
| 2001 | samochody | Nissan Terrano           | 12    |                                          |
| 2002 | samochody | Nissan Pick up           | NU    | wygrał 1 etap, wycofał się na 12. etapie |
| 2003 | samochody | Mitsubishi Pajero Evo    | 3     | wygrał 6 etapów                          |
| 2004 | samochody | Mitsubishi Pajero Evo    | 1     | wygrał 2 etapy                           |
| 2005 | samochody | Mitsubishi Pajero        | 1     | wygrał 4 etapy                           |
| 2006 | samochody | Mitsubishi Pajero        | 4     | wygrał 3 etapy                           |
| 2007 | samochody | Mitsubishi Pajero        | 1     |                                          |
| 2009 | samochody | Mitsubishi Racing Lancer | NU    | odpadł na 7. etapie                      |
| 2010 | samochody | BMW X3 CC                | 4     | wygrał 4 etapy                           |
| 2011 | samochody | BMW X3 CC                | 4     |                                          |
| 2012 | samochody | Mini All4 Racing         | 1     | wygrał 3 etapy                           |
| 2013 | samochody | Mini All4 Racing         | 1     | wygrał 1 etap                            |
| 2014 | samochody | Mini All4 Racing         | 2     | wygrał 4 etapy                           |
| 2015 | samochody | Peugeot 2008 DKR         | NU    | wygrał 3 etapy                           |
| 2016 | samochody | Peugeot 3008 DKR         | 1     | wygrał 1 etap                            |
| 2017 | samochody | Peugeot 3008 DKR         | 1     | wygrał 3 etapy                           |